# Puerta de Santa Bárbara
La puerta de Santa Bárbara (debido a su escaso valor como puerta también aparece como portillo de Santa Bárbara) fue un acceso situado en la cerca de Madrid, justo en la actual plaza de Alonso Martínez (que es la cota más elevada de Madrid). Se encontraba adyacente en la cerca a la puerta de Recoletos y la de Bilbao (puerta de los Pozos de la Nieve). Tuvo en sus cercanías a la Real Fábrica de Tapices, ubicada en el campo del tío Mereje y fundada en el año 1720, que era una de las manufacturas reales para la fabricación de objetos de lujo creadas por la política mercantilista de la Ilustración española. Su nombre procede del convento de Santa Bárbara de padres mercedarios descalzos, fundado en 1606. La puerta aparece representada en el plano de Teixeira (datado de 1656), ubicada en la alargada glorieta de Santa Bárbara. Esta puerta daba, y proporcionaba, su acceso al norte. 

## Historia
Se desconoce la fecha exacta de su edificación, aunque se sabe que ya existía en el siglo XVII. El monarca Felipe V mandó instalar en sus cercanías la Real Fábrica de Tapices, que dirigirían Jacobo Vandergoten y su familia, procedentes de Amberes. Ya en el siglo XVIII, el arquitecto Ventura Rodríguez construye "El saladero", matadero y saladero de cerdos, edificio que en el siglo XIX fue utilizado como cárcel.
La puerta de Santa Bárbara (en la plaza de Alonso Martínez) era el punto más alto de Madrid, mientras que la puerta de San Vicente era el más bajo. Es por esta razón por lo que, en un informe escrito por los ingenieros del Canal de Isabel II de 1849 se propone el uso de la puerta de Santa Bárbara para ubicar un depósito de agua capaz de proporcionar presión hidrostática suficiente para la distribución.